# Салча (река)
Салча (англ. Salcha River) — река в восточной части штата Аляска, США. Приток реки Танана. В административном отношении протекает по территории боро Фэрбанкс-Норт-Стар. Длина реки составляет 201 км.
Берёт начало в восточной части боро Фэрбанкс-Норт-Стар, к востоку от Форт-Вейнрайт. Течёт преимущественно в западном и юго-западном направлении. Впадает в реку Танана в Аурора-Лодж, в 53 км к юго-востоку от Фэрбанкса. Площадь бассейна Салчи составляет 5620 км², что делает её вторым крупнейшим притоком Тананы по этому показателю. Средний расход воды в 3 км от устья составляет 45,3 м³/с.
Трансаляскинский нефтепровод проходит под руслом реки примерно в 19 км к востоку от её устья.